# Boucantier
En Côte d'Ivoire, le boucantier est un artiste pratiquant le coupé-décalé ou une personne aimant afficher son goût prononcé pour le show, l’alcool, les femmes, les boites de nuits, son aisance matérielle de façon à impressionner une ou plusieurs personnes ou un large public, souvent en portant des vêtements et des bijoux de marque et de luxe et en se comportant avec style et manière distinguée. 
Douk Saga est un exemple de boucantier.
L'expression boucan, ou le verbe boucander sont couramment utilisés pour désigner l'action d'un boucantier.

## Boucantier en pleine action
- Serges Defalet en plein boucan